# Drakbåts-VM för landslag 2005
Drakbåts-VM för landslag 2005 anordnades av IDBF i Berlin i Tyskland den 4–6 augusti. Distanserna var 200 meter, 500 meter, 1 000 meter och 2 000 meter. Det tävlades enbart i 20-mannabåtar i dam-, mixed- och open-klasser på junior-, senior- och master-nivå.

## Medaljtabell
| Pl.    | Nation         | Guld | Silver | Brons | Totalt |
| ------ | -------------- | ---- | ------ | ----- | ------ |
| 1      | Ryssland       | 9    | 2      | 1     | 12     |
| 2      | Kina           | 7    | 1      | 0     | 8      |
| 3      | Kanada         | 6    | 13     | 11    | 30     |
| 4      | Tyskland       | 3    | 2      | 2     | 7      |
| 5      | USA            | 0    | 2      | 7     | 9      |
| 6      | Macau          | 0    | 2      | 0     | 2      |
| 7      | Storbritannien | 0    | 1      | 2     | 3      |
| 8      | Polen          | 0    | 1      | 1     | 2      |
| 9      | Tjeckien       | 0    | 1      | 0     | 1      |
| 10     | Filippinerna   | 0    | 0      | 1     | 1      |
| NP     | Australien     | 0    | 0      | 0     | 0      |
| NP     | Ungern         | 0    | 0      | 0     | 0      |
| NP     | Italien        | 0    | 0      | 0     | 0      |
| NP     | Japan          | 0    | 0      | 0     | 0      |
| NP     | Norge          | 0    | 0      | 0     | 0      |
| NP     | Nederländerna  | 0    | 0      | 0     | 0      |
| NP     | Singapore      | 0    | 0      | 0     | 0      |
| NP     | Schweiz        | 0    | 0      | 0     | 0      |
| Totalt | Totalt         | 25   | 25     | 25    | 75     |

## Medaljsammanfattning

### Premier
| Klass                  | Guld | Silver | Brons |
| 200m, premier herrar   |      |        |       |
| 500m, premier herrar   |      |        |       |
| 1 000m, premier herrar |      |        |       |
| 2 000m, premier herrar |      |        |       |
| 200m, premier damer    |      |        |       |
| 500m, premier damer    |      |        |       |
| 1 000m, premier damer  |      |        |       |
| 200m, premier mixed    |      |        |       |
| 500m, premier mixed    |      |        |       |
| 2 000m, premier mixed  |      |        |       |

### Junior
| Klass                 | Guld | Silver | Brons |
| 200m, junior herrar   |      |        |       |
| 500m, junior herrar   |      |        |       |
| 1 000m, junior herrar |      |        |       |
| 200m, junior damer    |      |        |       |
| 500m, junior damer    |      |        |       |
| 200m, junior mixed    |      |        |       |
| 500m, junior mixed    |      |        |       |

### Senior
| Klass                 | Guld | Silver | Brons |
| 200m, senior herrar   |      |        |       |
| 500m, senior herrar   |      |        |       |
| 1 000m, senior herrar |      |        |       |
| 200m, senior damer    |      |        |       |
| 500m, senior damer    |      |        |       |
| 1 000m, senior damer  |      |        |       |
| 200m, senior mixed    |      |        |       |
| 500m, senior mixed    |      |        |       |